# Lac Clinton

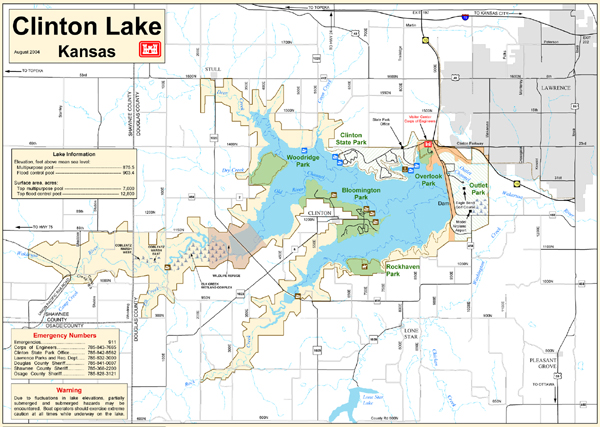
Position du lac au sud-ouest de Lawrence.

Le lac Clinton est un réservoir situé à l’extrémité sud-ouest de Lawrence, au Kansas. Le lac a été créé par la construction du barrage Clinton, et s'étend sur 91 km2 entretenus par le Corps du génie de l'armée des États-Unis.
La construction du barrage sur la rivière Wakarusa et du lac a été autorisée par la loi de 1962 sur le contrôle des inondations, et des fonds ont été alloués au projet en 1971. La construction a commencé en 1972 et le barrage a été achevé en 1975. La mise en eau a commencé le 30 novembre 1977, mais le bassin de conservation a été atteint en 1980.

### Source
- (en) Cet article est partiellement ou en totalité issu de l’article de Wikipédia en anglais intitulé « Clinton Lake (Kansas) » (voir la liste des auteurs).